# 堀有希
堀 有希（ほり ゆうき、1986年1月11日 - ）は、日本の俳優。石川県出身。血液型A型。身長185 cm、体重70 kg。

## 人物・エピソード
- 石川星稜高校サッカー部出身。
- 好きな食べ物は、寿司。
- 辛い食べ物が苦手。

## 出演

### TV
- 西村京太郎の鉄道ミステリー（旅チャンネル）
- 「世界の子供がSOS！THE☆仕事人バンクマチャアキJAPAN」（ABC）2009年4月5日
- LEADER'S HOW TO BOOK ジョーシマサイト（テレビ朝日）
- 全開ガール 第5話（2011年8月8日、フジテレビ）

### CM
- 「花王・サクセス」（2011年）
- 「Mac-House」（2011年）
- 「Panasonic・DIGA」（2011年）
- 「Sammy」  (2012年)
- 「イーネット」  (2012年)
- 「ロート製薬・ヒリプロ」  (2012年)
- 「ドミノピザ」  (2013年)
- 「マクドナルド」  (2013年)
- 「テイクアンド・ギヴニーズ」(2013年)
- 「JT」それぞれのときを、想う。おつかれさま篇(2013年)

### DVD
- 『妖怪大世紀』 エースデュース、2008年12月19日。ASIN B001HAICYS

### 映画
- 神様ヘルプ!
- リアル鬼ごっこ

### 舞台
- ミュージカルDEAR BOYS :2007年12月20日 -
- BOYS LOVE stage :2008年4月2日 -
- MEN&MAN 男たちのSADAME［運命］ :2009年2月4日 -